# Cantone di Malzéville
Il Cantone di Malzéville era una divisione amministrativa dell'arrondissement di Nancy.
È stato soppresso a seguito della riforma complessiva dei cantoni del 2014, che è entrata in vigore con le elezioni dipartimentali del 2015.
Comprendeva i comuni di:
- Agincourt
- Amance
- Bouxières-aux-Chênes
- Bouxières-aux-Dames
- Brin-sur-Seille
- Custines
- Dommartin-sous-Amance
- Eulmont
- Laître-sous-Amance
- Lay-Saint-Christophe
- Malzéville